# توماس إلورييتا وأرتاثا

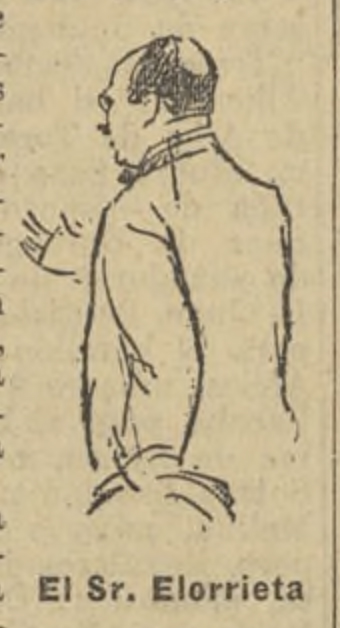
توماس إليروييتا

كان توماس إلورييتا إي أرتازا (1883-1949) رجل قانون وسياسي وأستاذًا إسبانيًا. كان أستاذًا للقانون السياسي في جامعات مختلفة في البلاد، بين الإجازات المهنية والغيابات المهنية، ولم يكرس وقتًا فعالًا لتدريس الموضوع، على الرغم من أنه كان أستاذًا نشطًا في المدرسة الاجتماعية في أربعينيات القرن العشرين. كان عضوًا في الحزب الليبرالي الملكي خلال فترة الترميم، وهي الفترة التي انتُخب فيها نائبًا وعضوًا في مجلس الشيوخ، كما عمل أيضًا كاتب مقالات ومحاضرًا في القضايا التاريخية والفلسفية والقانونية والسياسية. خلال دكتاتورية بريمو دي ريفيرا والجمهورية ونظام فرانكو، شغل مرارًا وتكرارًا مناصب عليا في الإدارة، وخاصة في فروعها من التدريس والعمل والشؤون الخارجية. كان متزوجًا من روزاريو لاسي .

## سيرة
ولد في بلدة بيرميو البيسكايانية عام 1882، ودرس الفلسفة والأدب في جامعة أوناتي (المنحلة حاليا)، وحصل على درجة البكالوريوس بامتياز. واصل دراسته للقانون في الجامعة المركزية بمدريد، حيث تخرج بامتياز وحصل على جائزة استثنائية عام 1902. حصل على الدكتوراه في القانون بتقدير ممتاز في يناير 1904، بدراسة عن "التنظيم البلدي".
حصل على منحة دراسية من وزارة التعليم العام لمواصلة دراسته في باريس بعد اجتيازه امتحانًا تنافسيًا للأطباء في العام الدراسي 1905/1906، وقدّم تقريرًا عن تدريس القانون في فرنسا إلى كلية الجامعة المركزية عام 1908. نُشرت استنتاجاته في الجريدة الرسمية بناءً على اقتراح لجنة الامتحانات. وفي ذلك الامتحان التنافسي، الذي عُقد في يونيو 1905، كتب أطروحة حول "المذهب الأرسطي للدولة والمذاهب السياسية الحديثة". وخلال إقامته في باريس، حضر ندوة حول "القانون العام والعلوم السياسية" ألقاها البروفيسور لارنود . 
حصل أيضًا على منحة دراسية في إنجلترا عام ١٩١٠، موّلتها هذه المرة هيئة تعزيز الدراسات . وتتلخص قصته في أغسطس ١٩٠٧، حين تقدّم بطلب إلى الهيئة للحصول على منحة دراسية لمواصلة تدريبه في "القانون الدستوري" و"العلوم السياسية" في كلية لندن للعلوم السياسية والاقتصاد ، وجامعة أكسفورد ، وجامعة هارفارد ، وكلية جامعة نيويورك. ورغم ترشيحه للمنحة، إلا أنه لم يُوفَّر التمويل اللازم. وفي مايو ١٩٠٩، تقدّم مجددًا إلى الهيئة للحصول على منحة دراسية أخرى، وهذه المرة للتحقيق في أحد الأسئلة التي طرحتها الهيئة نفسها، والتي كانت بدورها مرتبطة بمنصبه كمساعد في القسم الإحصائي بمعهد الإصلاحات الاجتماعية : "دراسة الإحصاء في ألمانيا وإنجلترا فيما يتعلق بالمشاكل الاجتماعية". وقد أُعيد ترشيحه، لكن وزارة التعليم العام رفضت اقتراح الهيئة لعدم انضمامه إلى هيئة المساعدين الدائمين. بعد استئناف إلورييتا، قررت الوزارة - في 1 مارس 1910 - فتح باب التقديم لمن هم في مثل وضعه (كان يشغل منصبًا، كما سيتضح لاحقًا، مساعدًا شخصيًا بديلاً لأستاذ جامعي)، لكنها لم تمنحه المعاش الذي رشح له. في 10 مارس، تقدم مرة أخرى بطلب إلى المجلس لتجديد ترشيحه للمعاش. في 26 مارس، مُنح لمدة ستة أشهر، تبدأ من 1 أبريل. وبعد أن خطط لقضاء الفصل الدراسي الأول في ألمانيا، طلب في 28 مارس تمديد المعاش الممنوح له لأشهر أكتوبر ونوفمبر وديسمبر. وأخيرًا، بقي في لندن من أبريل حتى نهاية العام، يدرس في إدارة العمل بوزارة التجارة ويحضر دورات في كلية لندن، مثل تلك التي يدرسها سيدني ويب . 
في فبراير 1912، وبعد أن أصبح أستاذا، تقدم مرة أخرى إلى المجلس بطلب منحة لمواصلة دراسته في "كلية العلوم السياسية بجامعة لندن مع الأستاذة أ.ف. دايسي من جامعة أكسفورد، ومع أ. آشلي خلال أشهر أبريل ومايو ويونيو، وفي "قسم الدراسات السياسية بجامعة جونز هوبكنز في بالتيمور"
خلال أشهر يوليو وأغسطس وسبتمبر، وفي جامعة كولومبيا (نيويورك) خلال الربع الأخير من العام. في 27 يناير 1914، تقدم مرة أخرى إلى المجلس بطلب منحة لقضاء ثمانية أشهر، بدءا من 1 يونيو، بين أيرلندا وإنجلترا لدراسة "السياسة والزراعة ". لم يقبل أي من طلبيه.

### المسيرة الأكاديمية
اهله التقرير المذكور عن إقامته البحثية في باريس لتعيينه أستاذا مساعدا . وهكذا انضم إلى هيئة التدريس بالجامعة " كمساعد شخصي بديل لأستاذ القانون السياسي" بموجب مرسوم ملكي صدر في 28 أغسطس 1908. وكان رئيس كرسي مدريد القانوني والسياسي آنذاك هو فيسنتي سانتاماريا دي باريديس، الذي يعتبر بالتالي معلمه.
وفي عام 1910 تقدم بطلب للدخول في امتحانات الخدمة المدنية لملء المنصب الشاغر في القانون السياسي بجامعة سرقسطة . وفي النهاية تقدم بطلب للحصول على كرسي نفس الموضوع، والذي كان شاغرًا في جامعة سالامانكا. بدأت الامتحانات في 11 نوفمبر 1911. وترأس فيسينتي سانتاماريا دي باريديس نفسه هيئة المحكمة. وكان أعضاء المحكمة هم إدواردو دي هينوخوسا ، وأدولفو موريس، وميغيل مويا، وأدولفو غونزاليس بوسادا ، الذي عمل سكرتيرًا بدلاً من خوسيه روجيليو جوف ، الذي اعتذر بسبب المرض. تقدم بطلب فقط توماس إلورييتا، على الرغم من توقيع أنطونيو ميسا موليس، ومانويل ميغيل ترافيساس، وغونزالو فرنانديز دي كوردوبا، من بين آخرين. كان الامتحان العملي الرابع حول السؤال التالي: "الحصانة البرلمانية. تفسير المادة 47 من الدستور الحالي. دراسة خاصة لحالة ضبط أعضاء مجلس الشيوخ أو النواب متلبسين بالجريمة". وكان العمل الخامس عرضًا لعمله الفقهي حول "حكم القانون في إنجلترا". وقد رُشِّح بالإجماع لشغل المنصب. 
عين استاذا للقانون السياسي في جامعة سالامانكا بموجب مرسوم ملكي صادر في 27 ديسمبر 1911، وتولي منصبه في 19 يناير 1912. وبعد أن أصبح أستاذا، قام بعدة محاولات فاشلة للعودة إلى مدريد: على سبيل المثال، في أغسطس 1912، تقدم بطلب للدخول في الامتحان التنافسي لشغل كرسي القانون الإداري الشاغرة في الجامعة المركزية؛ وفي عام 1916، تقدم كمرشح لتوفير كرسي الدكتوراه في السياسة الاجتماعية وتشريعات العمل المقارنة. وفي عام 1919 أراد المشاركة في الامتحانات التنافسية لكرسي القانون الدولي العام في جامعة مدريد بنفسها. واخيرا، في 10 يناير 1920، انتقل إلى نفس الكؤسي، وهو كرسي القانون السياسي، في جامعة مورسيا، بالتعادل مع حاملة، نيكولاس رودريغيز أنيسيتو، الذي كان مساعدات في جامعة سالامانكا نفسها.
بعد إطلاق سراحه، عُيّن مؤقتًا، بأمر صادر في 4 ديسمبر 1939، أستاذًا للقانون السياسي في جامعة فالنسيا . في 17 أكتوبر 1941، طلب إجازة لأسباب شخصية، مدعيًا ما يلي: "نظرًا للمصاعب التي واجهها خلال فترة وجوده في المنطقة الحمراء، فإنه يعاني من اضطرابات عضوية تؤثر على صحته وتتطلب منه التوقف عن عمله اليومي والراحة والتعافي مع عائلته التي لا تعيش في فالنسيا لأنه لم يتمكن من نقلهم نظرًا لكبر حجمهم". وللتعويض عن غيابه المؤقت، ادعى أن "لديه مساعدًا، بالإضافة إلى كونه شخصًا كفؤًا يستحق منحة سفر إلى إيطاليا، فهو مقاتل سابق وأسير". في يناير 1943، طلب إجازة بدون راتب لمدة ثلاثة أشهر، معلنًا ما يلي: "نظرًا لأن صحته غير مواتية لمناخ فالنسيا، فإنه سيضطر إلى طلب إجازة طوعية من التدريس بمجرد إكماله الأشهر الثلاثة المتبقية من خدمته التدريسية لمدة ثلاث سنوات". أشارت الشهادة الطبية، المؤرخة في 8 يناير/كانون الثاني، إلى أنه كان يعاني من "الروماتيزم المزمن ونوبة حادة من النقرس، والتي اضطر على إثرها إلى الخضوع لعملية جراحية لإزالة الدمل من عينه بواسطة الدكتور تورتوسا". 
اخيرا اعلن فائضا طوعيا بأمر صادر في 14 أكتوبر 1943 ، وأعيد مرة أخرى، مؤقتا، الي جامعة فالنسيا بأمر صادر في 12 أغسطس 1946 . وفي آخر منصب له في مسيرته الأكاديمية، حصل على نفس الكرسي في جامعة سرقسطة من خلال مسابقة النقل بامر صادر في 14 ابريل 1947 . وبحلول للضمان الاجتماعي. متزوج من روزاريو دي لاسي إي بالاسيو ، وانجب منها سبعة أطفال، احدهم المخرج السينمائي خوسيه ماريا إلورييتا ، وتوفي في 5 يناير 1949

## المهن الأخرى
كان أستاذا للقانون الدستوري في مدرسة الدراسات الخاصة بجامعة مدريد عام 1907. وحصل على المنصب عن طريق
كان أستاذًا للقانون الدستوري في مدرسة الدراسات الخاصة بجامعة مدريد عام 1907. وحصل على المنصب عن طريق امتحان تنافسي أمام لجنة مكونة من جوميرسيندو دي أزكاراتي وسيجيسموندو موريت ورافائيل مي دي لابرا ، من بين آخرين.  كما عمل مساعدًا في قسم الإحصاء بمعهد الإصلاحات الاجتماعية عام 1909. 
سياسيا، انتخب لعضوية مجلس النواب(كورتيس) عن إليسكاس(طليطلة) عام 1916 عن الحزب الملكي الليبرالي . وكان نائبا في لجنة العفو المشتركة عام 1918. كما شغل منصب عضو مجلس الشيوخ عن مقاطعة ليون في المجلس التشريع عام 1923. تولي منصبه في الأول من يونيو. كان عضوا في اللجان الدائمة لوزارتي المالية والعمل.
عُيّن مفتشًا عامًا للتعليم الابتدائي بموجب مرسوم ملكي صادر في 11 ديسمبر 1922، وهو المنصب الذي استقال منه في أكتوبر 1923.  شغل منصب نائب رئيس الشركات الصناعية والزراعية خلال دكتاتورية بريمو دي ريفيرا ، وهي الفترة التي كان خلالها أيضًا نائبًا في الجمعية الاستشارية الوطنية التي دعا إليها الديكتاتور.  كان مندوبًا للجمعية الإسبانية للدفاع عن عصبة الأمم ، وعُيّن نائبًا لرئيس مؤتمر لندن عام 1927. وكان الممثل الإسباني في مؤتمرات لاهاي عام 1928 وجنيف عام 1930، بالإضافة إلى حضور مؤتمرات التقدم الاجتماعي في مونتريال وفيينا.  ترأس قسمًا من المؤتمر الدولي للعلوم الإدارية الذي عقد في مدريد عام 1930. 
بصفته مستشارًا فنيًا لمجلس العمل، كانت مهمته "التدخل في إعداد مشاريع القوانين، وتفسير القوانين الاجتماعية، ودراسة الاتفاقيات الدولية". شغل منصبًا رفيع المستوى في وزارة العمل خلال فترة حكم بريمو والجمهورية. كان رئيسًا للجنة المشتركة للفنون الجرافيكية واللجنة المشتركة للكهرباء والغاز والمياه، في مدريد، وخلال فترة مجلس الإدارة، وهي الفترة التي شغل فيها أيضًا منصب نائب رئيس الشركات الصناعية والزراعية. بعد الجمهورية، أصبح رئيسًا للجنة المشتركة للمياه والغاز والكهرباء في مدريد، وفي أكتوبر 1936 أصبح رئيسًا مؤقتًا للجنة المشتركة للهاتف الوطني. 
كان أيضا استاذا في المدرسة الاجتماعية بمدريد. في مارس 1944، ألقي محاضرات حول المشكلات الاقتصاديه في فترة ما بعد الحرب. في أكتوبر 1946، عين مسؤولا عن كرسي البحث العلمي للدراسات العليا في قانون العمل في قسم خرجي الخدمة المدنية بوزارة العمل خلال العام الدراسي. وقد أوكلت إليه الوزارة نفسها مهمة "إعداد بعض الدراسات حول المنظمة الدولية للمشكلات الاقتصادية والاجتماعية".
كان أيضًا أستاذًا في المدرسة الاجتماعية بمدريد. في مارس ١٩٤٤، ألقى محاضرات حول المشكلات الاقتصادية في فترة ما بعد الحرب. في أكتوبر ١٩٤٦، عُيّن مسؤولًا عن كرسي البحث العلمي للدراسات العليا في قانون العمل في قسم خريجي الخدمة المدنية بوزارة العمل خلال العام الدراسي. وقد أوكلت إليه الوزارة نفسها مهمة "إعداد بعض الدراسات حول المنظمة الدولية للمشكلات الاقتصادية والاجتماعية". 

## الأعمال الرئيسية
1. 1 2 3 4 5 6 7 8 9 10 11 12  Martín 2021.